# Novoruske, Jovtnevîi
Novoruske (în ucraineană Новоруське) este un sat în comuna Kotleareve din raionul Jovtnevîi, regiunea Mîkolaiiv, Ucraina.

## Demografie
Componența lingvistică a localității Novoruske
     Ucraineană (73,27%)
     Rusă (26,73%)
Conform recensământului din 2001, majoritatea populației localității Novoruske era vorbitoare de ucraineană (73,27%), existând în minoritate și vorbitori de rusă (26,73%).